# Mojstrana
Mojstrana este o localitate din comuna Kranjska Gora, Slovenia, cu o populație de 1.211 locuitori.